# Міжштатна автомагістраль 70
Міжштатна автомагістраль 70 (Interstate 70, I-70) — головна міжштатна автомагістраль зі сходу на захід у Сполучених Штатах, яка пролягає від I-15 біля Коув-Форту, штат Юта, до парку й автостоянки на схід від I-695 у Балтиморі, штат Меріленд, і є п’ятою за довжиною міжштатною автомагістраллю в країна. I-70 приблизно пролягає по маршруту US 40 (US 40, стара національна дорога) на схід від Скелястих гір. На захід від Скелястих гір маршрут I-70 був прокладений з багатьох джерел. Міждержавна автомагістраль проходить через багато великих міст або поблизу них, зокрема Денвер, Топіка, Канзас-Сіті, Сент-Луїс, Індіанаполіс, Колумбус, Піттсбург і Балтимор. Ділянки міжштатної автомагістралі в Міссурі та Канзасі претендують на статус першої міжштатної автомагістралі в Сполучених Штатах. Федеральна адміністрація автомобільних доріг (FHWA) заявила, що відрізок I-70 через Гленвуд-Каньйон, штат Колорадо, завершений у 1992 році, буде останньою частиною Системи міжштатних автомобільних доріг, як спочатку планувалося, відкритою для руху. Будівництво I-70 в Колорадо і Юті вважається інженерним дивом, оскільки маршрут проходить через тунель Ейзенхауера, каньйон Гленвуд і бухту Сан-Рафаель. Тунель Ейзенхауера є найвищою точкою міждержавної системи автомагістралей, висота якої становить 11 158 футів (3 401 м).

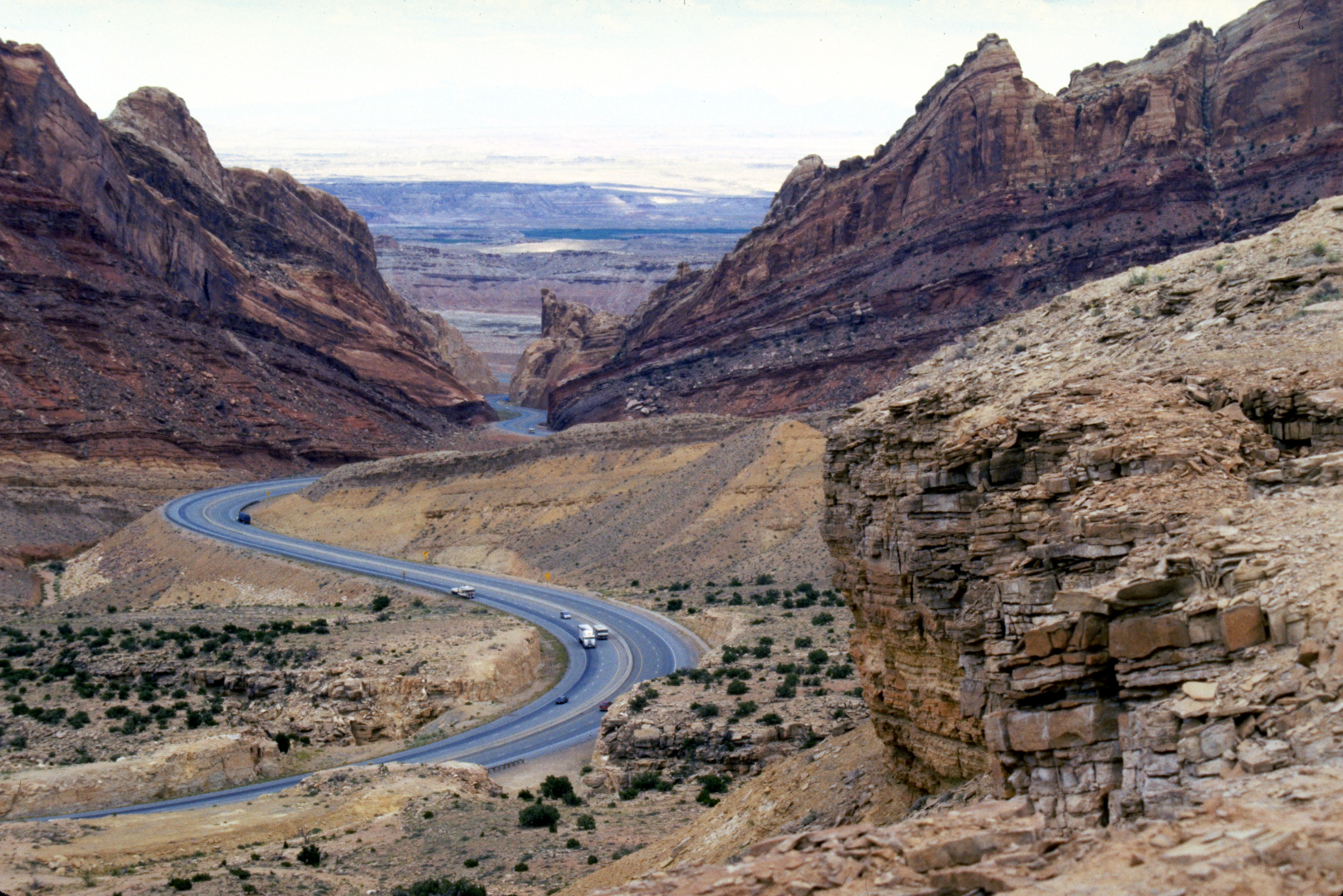
I-70 проходить через Каньйон Плямистого Вовка на східному краю плато San Rafael Swell.